# 世界自然基金会
世界自然基金会（英語：World Wide Fund  for Nature，縮寫：WWF），成立于1961年4月29日（成立時為世界野生生物基金會，於1986年易名，但仍在美国和加拿大使用此名），其标誌是一只大熊猫。世界自然基金会最终目标是制止并最终扭转地球自然环境的加速恶化，并帮助创立一个人与自然和谐共处的未来。
它是世界上最大的环保组织，活跃于100多个国家。2014年，其资金55%来自私人捐赠，19%来自政府机构（如世界银行），8%来自公司投资。

## WWF徽标来历
WWF的熊猫徽标灵感来自于大熊猫姬姬。姬姬原本为赠送给苏联的大熊猫，后被苏方误认为是雄性大熊猫送回，1956年被奥地利动物商人海尼·德默从北京动物园购得，后移居伦敦动物园直至去世。
WWF当时特别需要一种能够跨越人类语言印象。熊猫有着毛茸的圆滚可爱体形和吸引人的充满魅力的黑色大眼圈。
WWF的筹建者们一致认为它的形象极适于作为组织的标志。第一个草图是由英国环境主义者和艺术家杰拉德·瓦特森打的底稿。WWF的筹建者之一，彼得·斯科特爵士，在这个基础之上，绘制了第一个正式的WWF徽标。他在当时表示：“我们选择它，是因为它是美丽可爱的濒危物种，它有着吸引人的特质，受到了世界上很多人的喜爱。”

## WWF中国
1980年，WWF正式来到中国，受中华人民共和国政府邀请来华开展大熊猫及其栖息地的保护工作，1996年在北京设立了办事处。发展至今，WWF共在中国八个城市建立办公室，拥有100多名员工，开展了包括物种、森林、淡水与海洋、能源与气候变化、环境教育和野生物贸易等多方面的工作。
WWF中国的主要任务，就是为实现减少中国对全球的生态影响和改善人民生计的双重目标而提供解决方案。

### 地区办公室
- 西安办公室：于2002年成立，致力于秦岭大熊猫及其栖息地保护、秦岭生物多样性保护以及社区经济的可持续发展。
- 成都办公室：于2002年成立，致力于长江上游和岷山的森林生物多样性和大熊猫栖息地的保护项目。
- 武汉办公室：于2002年成立，致力于长江中、下游河－湖湿地生态系统，尤其是阻隔湖泊生态系统的有效保护与湿地资源的可持续利用，得到汇丰银行的资金支持。
- 长沙办公室：于1999年成立，目前致力于第三期的“携手保护生命之河”长江项目，覆盖区域包括湖南、湖北、江西、安徽等四省在内的长江中游地区。
- 拉萨办公室：于2001年成立，主要工作以能力建设、反偷猎、亚洲大型猫科动物贸易、提高保护意识以及动植物研究为主。
- 昆明办公室：于2000年成立，致力于在滇西北地区开展综合保护与发展项目及在中国西南开展贫困与环境项目的研究、示范和相关政策倡导工作。
- 哈尔滨办公室：于2006年成立，致力于黑龙江流域生态区保护项目。
- 上海办公室：隶属于北京代表处，于2006年成立，负责「汇丰与气候伙伴同行」项目在中国的总体协调及相关模块在长江河口地区的实施，还负责推动更多的上海市企业参與到自然保护与可持续发展。

## 商標縮寫事件
2000年，世界自然基金会控告世界職業摔角聯盟濫用「WWF」的簡稱，而1979年，世界自然基金会與世界職業摔角聯盟都是使用「WWF」的英文簡稱，但是在1994年出現問題，因為世界自然基金会已經先把這簡寫先行註冊。
2001年8月10日，英國一間法庭宣布這項訴訟由世界自然基金会勝訴，世界職業摔角聯盟也因為這官司的敗訴，被迫將英文全稱，在2002年5月5日，由「World Wrestling Federation」改成由「WWE」簡寫組成的「World Wrestling Entertainment」，並將網址與所有內容，以及股票上市名稱，從「WWF」轉換成「WWE」，也是「WWE」被稱之「世界摔角娛樂」的起因。